# 恰克班斯贝里亚
恰克班斯贝里亚（Chak Bansberia），是印度西孟加拉邦Hugli县的一个城镇。总人口7336（2001年）。

## 人口
该地2001年总人口7336人，其中男性3906人，女性3430人；0—6岁人口1218人，其中男643人，女575人；识字率48.91%，其中男性为57.32%，女性为39.33%。